# Draymond Green
Pour les articles homonymes, voir Green.
Draymond Green, de son nom complet, Draymond Jamal Green, Sr, surnommé Day-Day ou The Dancing Bear, est un joueur américain de basket-ball né le 4 mars 1990 à Saginaw dans le Michigan. Il évolue au poste d'ailier fort voire de pivot.
Depuis plusieurs saisons, il est considéré comme l'un des meilleurs défenseurs de la NBA. En 2017, il est élu joueur défensif de l'année après avoir échoué deux fois consécutivement à la deuxième place.

## Biographie

### Enfance
Draymond Green naît le 4 mars 1990 à Saginaw, dans le Michigan, aux États-Unis. Son père biologique s'appelle Wallace Davis et sa mère Mary Babers. Plus tard, sa mère se marie avec un autre homme, Raymond Green, qui donnera son nom à Draymond.
Draymond a également quatre frères et sœurs : Torrian Harris, Gabby Davis, Jordan Davis et LaToya Barbers.
Alors que Draymond Green a 12 ans, Raymond Green et Mary Babers divorcent. Le premier se remariera plus tard avec Rachel Green, avec qui il aura un fils, Braylon Green, qui tissera des liens avec Draymond.

### Carrière universitaire

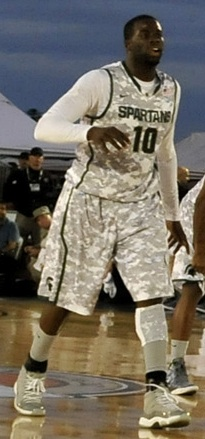
Draymond Green en 2011.

#### Saison 2008-2009
Draymond Green était attendu aux Wildcats du Kentucky, avant de finalement rejoindre l'université d'État du Michigan. Lors de sa première saison avec les Spartans de Michigan State, il est remplaçant mais prouve sa valeur à l'entraîneur, qui décide de le promouvoir titulaire. En 37 matches, en étant remplaçant, il tourne à 3,3 points et 3,3 rebonds par match sur la saison. Durant le tournoi NCAA 2009 qui mène au titre de champion, Green a des moyennes de 8,5 points et 5,3 rebonds, en étant le quatrième meilleur marqueur de son équipe et le second au rebond, en ayant le meilleur pourcentage avec 67,9% aux tirs.

#### Saison 2009-2010
En 2009-2010, lors de sa saison de sophomore, il dispute 37 matches dont trois où il est titulaire et termine avec des statistiques de 9,9 points, 7,7 rebonds par match, 3,0 passes décisives et 1,2 interception par match. Il devient le premier joueur de Michigan State à être nommé sixième homme de l'année de la Big Ten Conference, remportant ce titre à l'unanimité. Il est également nommé dans le troisième meilleur cinq de l'All-Big Ten et reçoit le trophée de la meilleure progression de l'année de MSU, les prix du Chairman of the Boards et Antonio Smith Glue and Guts. Par deux fois, il marque son record de points de la saison avec 19 unités, le 10 décembre contre Oakland et le 30 décembre contre Texas-Arlington. Il finit également sept matches avec un double-double, dont l'un d'eux avec 17 points et 16 rebonds le 6 février contre l'Illinois.

#### Saison 2010-2011
Lors de sa troisième année universitaire, Green impressionne par sa qualité aux rebonds et son efficacité au tir. Il devient le joueur clef de l'équipe. Lors de la saison 2010-2011, il tourne à 12,6 points et 8,6 rebonds par match. Le 10 février 2011, Green rejoint Charlie Bell et Magic Johnson en étant le troisième joueur de Michigan State à réaliser un triple-double. Lors du NCAA Men's Division I Basketball Tournament 2011, il réalise son second triple-double de la saison et le sept dans l'histoire du tournoi NCAA lors de la défaite contre UCLA. Il fait partie du troisième meilleur cinq de l'All-Big Ten pour la seconde année consécutive.

#### Saison 2011-2012
La quatrième saison avec les Spartans de Draymond Green est celle de la maturité, il devient le leader aussi bien dans le jeu que mentalement, de l'équipe. Il parvient à réaliser de bonnes statistiques et finit la saison avec un double-double de moyenne, tout cela avec un très bon pourcentage de réussite. Les Spartans, avec un bilan de 24 victoires pour 7 défaites, sont classés au quatrième rang national, ce qui leur permet d'être désignés parmi les quatre têtes de série du tournoi final de la NCAA. Green est nommé joueur de la semaine de la conférence Big Ten Conference quatre fois durant la saison ; aucun autre Spartan n'a gagné ce titre plus de trois fois dans l'histoire sur une seule saison. Le 5 mars 2012, il est nommé dans la NCAA All-American Team 2012, il est aussi élu joueur de l'année de la Big Ten Conference par les coaches et les médias, et également dans le meilleur cinq de la Big Ten Conference à l'unanimité. Le 10 mars 2012, Draymond passe Johnny Green en devenant le deuxième meilleur rebondeur de l'histoire de Michigan State avec 1046 prises sur sa carrière dans l'université.
Les Spartans parviennent à atteindre le sweet sixteen, huitième de finale aussi appelé demi-finale régionale, mais se font battre par l'équipe de Louisville. Lors de ce tournoi, il réussit de bonnes performances, réalisant un triple double, le 16 mars 2012, lors de la victoire 89 à 67 face à Long Island. Avec le triple double - 15 points, 14 rebonds et 10 passes - réalisé l'année précédente face à Penn State, il devient le troisième joueur de l'histoire de la NCAA à réussir au moins deux triples double dans le tournoi final de la NCAA après Oscar Robertson et Magic Johnson. Le 22 mars 2012, lors de la défaite à Louisville, Green capte 16 rebonds, augmentant son total de rebonds dans l'université à 1096 rebonds, le plus grand total de l'histoire de Michigan State après Greg Kelser. Il termine sa carrière universitaire en étant l'un des trois joueurs de l'histoire de Michigan State avec plus de 1000 points et 1000 rebonds.
Green annonce après le tournoi NCAA qu'il se présente à la Draft 2012 de la NBA.

### Carrière professionnelle

#### Warriors de Golden State (depuis 2012)

##### Saison 2012-2013
Il est drafté en 35e position par les Warriors de Golden State. Le 30 juillet 2012, il signe un contrat de trois ans et 2,6 millions de dollars avec les Warriors. Le 31 octobre, pour ses débuts en NBA avec les Warriors, il joue une minute, prend un rebond défensif et commet une faute, contre les Suns de Phoenix. Green gagne en temps de jeu au fil des matches, spécialement lors des blessures de Brandon Rush et Richard Jefferson. Après avoir peu de temps de jeu en début de saison, entre le 22 novembre et le 9 décembre, Green joue entre 15 et 20 minutes par match et a un impact sur le bilan de son équipe puisque les Warriors remportent 8 de leurs 10 matches sur cette période. Le 12 décembre, Green marque un lay-up alors qu'il reste 0,9 seconde à jouer et donne la victoire à son équipe 97 à 95 contre le Heat de Miami, champion en titre.
Lors du match 1 du premier tour des playoffs 2013 contre les Nuggets de Denver le 20 avril, le meneur des Nuggets Andre Miller dribble autour de Green et marque le lay-up de la gagne, les Warriors s'inclinent 97 à 95. Avec un bon pourcentage à trois points et de bonnes performances offensives, Green aide les Warriors à gagner le premier tour en six matches. Le 8 mai, Green est titulaire au match 2 du second tour contre les Spurs de San Antonio. Dans la victoire des Warriors 100 à 91, la première victoire des Warriors contre les Spurs depuis la saison 1996-1997, Green est titulaire à la place de Festus Ezeli. Green joue 32 minutes et marque 5 points à 2 sur 8 aux tirs, auxquels il ajoute 7 rebonds et 5 passes décisives. Les Spurs parviennent à remporter la série 4 matches à 2, mettant fin à la saison et aux playoffs des Warriors.

##### Saison 2013-2014
Green perd près de 10 kilos durant l'intersaison 2013 et travaille son tir à trois points ainsi que sa défense pour son année de sophomore. Le 1er décembre 2013, lors de la victoire des Warriors 115 à 113 contre les Kings de Sacramento, Green reprend un tir raté par Stephen Curry pour permettre à son équipe de mener 113 à 111 à 28,7 secondes de la fin du match. Le 25 décembre, Green est éjecté de la rencontre contre les Clippers de Los Angeles pour avoir commis une faute flagrante 2 sur l'ailier fort des Clippers Blake Griffin. Le lendemain, Green écope d'une amende de 15000 dollars pour ne pas avoir quitté le terrain dans le temps opportun après avoir été éjecté. En fin de saison, il doit pallier la blessure de l'ailier fort David Lee qui est indisponible indéfiniment. Le 14 avril 2014, lors de l'avant-dernier match de la saison, Green bat son record de points en carrière avec 20 unités et égalise son record de rebonds avec 12 prises en étant remplaçant et aide son équipe à battre les Timberwolves du Minnesota 130 à 120.
Green termine la saison 2013-2014 en ayant participé à l'ensemble des 82 matches dont 12 où il est titularisé, avec des moyennes de 6,2 points et 5,0 rebonds par match. Il joue les sept matches des Warriors lors du premier tour des playoffs contre les Clippers de Los Angeles, série que les Warriors perdent 4 matches à 3. Green reçoit des éloges pour sa défense durant la série qu'il termine avec 1,7 interception et 1,7 contre par match.

##### Saison 2014-2015
Après deux saisons discrètes, il entre dans le 5 majeur lors de la saison 2014-2015, à la suite de la blessure à la cuisse du titulaire habituel à son poste David Lee. Sur les sept premiers matches de la saison, Green tourne à 13,6 points par match et les Warriors ont un bilan de 5 victoires et 2 défaites après avoir perdu deux matches d'affilée les 9 et 11 novembre. En réponse aux deux matches perdus à la suite, les Warriors entament une série de 16 victoires consécutives avec l'aide de Green qui tourne à 13,3 points par match sur cette série, avec notamment son record de points en carrière avec 31 unités le 6 décembre lors de la victoire des Warriors 112 à 102 contre les Bulls de Chicago.
Le 2 janvier 2015, Green réalise son premier triple-double en terminant la rencontre avec 16 points, 11 rebonds et 13 passes décisives lors de la victoire 126 à 105 contre les Raptors de Toronto. À la fin de la saison, il fait partie des finalistes pour le titre de meilleur défenseur de l'année et du joueur ayant eu la meilleure progression de l'année. Green termine sa très bonne saison avec le titre de champion NBA et un triple-double lors du match 6 des finales, où il a joué au poste de pivot à la place d'Andrew Bogut. Il devient le sixième joueur de l'histoire de la NBA à réaliser un triple-double lors du dernier match des NBA Finals, après Magic Johnson, Larry Bird, James Worthy, Tim Duncan et LeBron James.

##### Saison 2015-2016
Le 9 juillet 2015, il resigne avec les Warriors pour 82 000 000$ de dollars sur 5 ans. Green aide les Warriors à commencer la saison avec un bilan de 10 victoires pour aucune défaite avec des moyennes de 11,9 points, 7,7 rebonds, 6,6 passes décisives, 1,2 interception et 1,2 contre par match. Le 14 novembre, il réalise son troisième triple-double en carrière avec 16 points, 12 passes décisives et 10 rebonds lors de la victoire après prolongation 107 à 99 contre les Nets de Brooklyn. Le 24 novembre, il termine la rencontre avec 18 points et 7 rebonds lors de la victoire contre les Lakers de Los Angeles qui a permis de battre le record du meilleur début de saison de l'histoire de la NBA avec 16 victoires pour aucune défaite. Trois jours plus tard, il réalise un quatrième triple-double avec 14 points, 10 rebonds et 10 passes décisives lors de la victoire 135 à 116 contre les Suns de Phoenix. Son cinquième triple-double arrive le lendemain, au match suivant, le 28 novembre contre les Kings de Sacramento où Green termine avec 13 points, 11 rebonds et 12 passes décisives, devenant le premier joueur des Warriors à un réaliser un triple-double deux matches de suite depuis Wilt Chamberlain en 1964.
Le 11 décembre 2015 il réussit un five by five (au moins 5 unités dans les catégories statistiques majeures que sont les points, les rebonds, les passes décisives, les interceptions et les contres) face aux Celtics de Boston dans un match à suspense qui se finit par deux prolongations et qui voit les Warriors l'emporter 124 à 119 et enchaîner leur vingt-quatrième victoire de suite. Donc à savoir qu'il capte 11 rebonds, qu'il marque 24 points, fait 8 passes décisives, et également 5 interceptions et 5 contres. Il devient le premier joueur depuis Nicolas Batum en 2012 à réussir une telle performance et permet de pallier l'absence de Klay Thompson. Le lendemain, l’invincibilité des Warriors prend fin contre les Bucks de Milwaukee, perdant leur premier match de la saison 108 à 95 malgré un bon match de Green qui termine avec 24 points et 11 rebonds. Le 16 décembre, lors du match suivant, Green réalise son quatrième triple-double de la saison avec 16 points, 11 rebonds et 10 passes lors de la victoire 128 à 103 contre les Suns de Phoenix. Le 4 janvier 2016, Green devient le deuxième joueur des Warriors à réaliser trois triple-double consécutifs (le premier est Tom Gola en 1959-1960) et aide les Warriors à remporter leur 35e victoire de suite à domicile en saison régulière en battant les Hornets de Charlotte 111 à 101. Le 8 janvier, il réalise son huitième triple-double de la saison avec 11 points, 13 rebonds et 10 passes décisives lors de la victoire 128 à 108 contre les Trail Blazers de Portland, permettant aux Warriors d'avoir un bilan de 34 victoires et 2 défaites.

##### Saison 2016-2017
Le 10 février 2017, lors du match l'opposant au Memphis Grizzlies, il réalise une première dans l'histoire de la NBA. Il finit le match en triple-double à moins de 10 points. Il finit ainsi le match tout proche du quadruple-double, à savoir 4 points, 11 rebonds, 10 passes décisives ainsi que 10 interceptions, ainsi que 5 contres. Pour son entraîneur Steve Kerr, « C'est la performance la plus dominante que j'ai jamais vue de la part d'un joueur qui a marqué quatre points. »
Les Warriors de nouveau qualifiés pour les Finales NBA, le coach Mike Brown loue l'intelligence du jeu et du leadership de Draymond Green qui est capable de sentir l'usure d'un système et de demander à ses coéquipiers d'en varier dans un sens approprié.

##### Saison 2023-2024
Il prolonge pour 100 millions de dollars sur quatre ans avec les Warriors. En novembre 2023, il est expulsé lors d'un match contre les Timberwolves du Minnesota après avoir réalisé une tentative d'étranglement sur Rudy Gobert. Il est ensuite sanctionné de cinq matchs de suspension par la NBA. Le 12 décembre 2023, il frappe Jusuf Nurkić au visage et le lendemain, la NBA suspend jusqu'à nouvel ordre Draymond Green en raison de sa conduite antisportive récurrente,,. Sa suspension prend fin le 7 janvier 2024 après 12 matches de suspension.

## Style de jeu
Si, à titre individuel, il n'est pas le plus talentueux ou le plus athlétique, Draymond Green est un joueur indispensable à son équipe, grâce à son excellente intelligence de jeu (« QI basket »). En effet, il n'est pas un attaquant d'élite, avec des pourcentages au tir inférieurs à la moyenne des joueurs NBA. En particulier, son adresse à trois points est devenue mauvaise après la saison 2015-2016. Néanmoins, Draymond sait se rendre utile en fluidifiant le jeu des Warriors à la création, en étant l'un des meilleurs passeurs de son équipe avec 7 passes de moyenne au cours de sa carrière. Il s'intègre ainsi parfaitement au jeu de la franchise de San Francisco en déchargeant (en partie) le meneur Stephen Curry de la création. Celui-ci peut naviguer au large à travers les écrans afin de se démarquer et de prendre des tirs à trois points avec un haut degré d'efficacité. Ainsi, les quadruples champions sont régulièrement parmi les équipes avec le plus haut taux de passes décisives de tout la Ligue.
Néanmoins, c'est surtout la défense de Draymond Green qui suscite les louanges. Ainsi, son entraineur Steve Kerr n'hésite pas à le qualifier de meilleur défenseur de l'Histoire. S'il possède des capacités athlétiques certaines qui lui permettent d'être excellent en 1 contre 1, c'est surtout son QI basket qui le rend si dominant en défense. En effet, Draymond Green est capable d'anticiper les offensives adverses et de s'y adapter. De plus, il communique beaucoup sur le terrain, indiquant à ses coéquipiers où se placer pour contrer l'attaque adverse. Ainsi, pour Draymond Green, la défense est essentiellement collective : « Un joueur qui parle bien et ne se place pas bien a beaucoup plus de chances de réussir en défense qu’un gars qui se place bien mais ne parle pas. La défense est une question de communication ».
Il utilise le trashtalking envers ses adversaires et commet souvent des fautes flagrantes. Lors des finales NBA 2016, où il est suspendu pour le match 5, perdu par son équipe, en raison d'une accumulation de fautes flagrantes.

## Palmarès et distinctions

### Palmarès

#### En NBA
- 4x Champion NBA en 2015, 2017, 2018 et 2022 avec les Warriors de Golden State.
- 6x Champion de la Conférence Ouest en 2015, 2016, 2017, 2018, 2019 et 2022 avec les Warriors de Golden State.
- 6x Champion de la Division Pacifique en 2015, 2016, 2017, 2018, 2019 et 2022 avec les Warriors de Golden State.

#### En sélection nationale
- Médaille d'or aux Jeux olympiques de 2016.
- Médaille d'or aux Jeux olympiques de 2020.

### Distinctions personnelles

#### En NCAA
- 1x NABC National Player of the Year (2012).
- 1x All-American First Team (2012).
- 1x Big Ten Player of the Year (2012).
- 1x First-team All-Big Ten (2012).
- 2x Third-team All-Big Ten (2010, 2011).
- 1x Big Ten All-Defensive Team (2012).
- 1x Big Ten Sixth Man Of the Year (2010).

#### En NBA
- NBA Defensive Player of the Year (2017)
- 1 fois All-NBA Second Team (2016)
- 5 fois NBA All-Defensive First Team (2015, 2016, 2017, 2021, 2025)
- 4 fois NBA All-Defensive Second Team (2018, 2019, 2022, 2023)
- 4 fois All-Star Game (2016, 2017, 2018, 2022)
- 1 fois Joueur de la semaine de la Conférence Ouest.

## Statistiques

### Universitaires
| Saison    | Équipe         | Matchs | Titul. | Min./m | % Tir | % 3pts | % LF | Rbds/m. | Pass/m. | Int/m. | Ctr/m. | Pts/m. |
| --------- | -------------- | ------ | ------ | ------ | ----- | ------ | ---- | ------- | ------- | ------ | ------ | ------ |
| 2008-2009 | Michigan State | 37     | 0      | 11,3   | 55,6  | 0,0    | 61,5 | 3,30    | 0,84    | 0,57   | 0,24   | 3,30   |
| 2009-2010 | Michigan State | 37     | 4      | 25,5   | 52,5  | 12,5   | 67,2 | 7,73    | 3,00    | 1,22   | 0,92   | 9,89   |
| 2010-2011 | Michigan State | 34     | 28     | 30,1   | 42,6  | 36,6   | 68,3 | 8,65    | 4,15    | 1,76   | 1,12   | 12,59  |
| 2011-2012 | Michigan State | 37     | 35     | 33,2   | 44,9  | 38,8   | 72,3 | 10,59   | 3,81    | 1,46   | 0,97   | 16,24  |
| Carrière  | Carrière       | 145    | 67     | 24,9   | 46,7  | 36,1   | 68,7 | 7,54    | 2,92    | 1,24   | 0,81   | 10,46  |

### NBA
Légende :
| Champion NBA | Défenseur de l'année |

gras = ses meilleures performances

#### Saison régulière
| Saison        | Équipe        | Matchs | Titul. | Min./m | % Tir | % 3pts | % LF | Rbds/m. | Pass/m. | Int/m. | Ctr/m. | Pts/m. |
| ------------- | ------------- | ------ | ------ | ------ | ----- | ------ | ---- | ------- | ------- | ------ | ------ | ------ |
| 2012-2013     | Golden State  | 79     | 1      | 13,4   | 32,7  | 20,9   | 81,8 | 3,29    | 0,67    | 0,53   | 0,32   | 2,87   |
| 2013-2014     | Golden State  | 82     | 12     | 21,9   | 40,7  | 33,3   | 66,7 | 4,99    | 1,85    | 1,24   | 0,88   | 6,23   |
| 2014-2015     | Golden State  | 79     | 79     | 31,5   | 44,3  | 33,7   | 66,0 | 8,19    | 3,68    | 1,56   | 1,25   | 11,66  |
| 2015-2016     | Golden State  | 81     | 81     | 34,7   | 49,0  | 38,8   | 69,6 | 9,49    | 7,38    | 1,48   | 1,40   | 13,96  |
| 2016-2017     | Golden State  | 76     | 76     | 32,5   | 41,8  | 30,8   | 70,9 | 7,88    | 7,01    | 2,03   | 1,39   | 10,21  |
| 2017-2018     | Golden State  | 70     | 70     | 32,7   | 45,4  | 30,1   | 77,5 | 7,64    | 7,26    | 1,36   | 1,30   | 11,04  |
| 2018-2019     | Golden State  | 66     | 66     | 31,3   | 44,5  | 28,5   | 69,2 | 7,29    | 6,88    | 1,44   | 1,06   | 7,36   |
| 2019-2020     | Golden State  | 43     | 43     | 28,4   | 38,9  | 27,9   | 75,9 | 6,19    | 6,19    | 1,37   | 0,77   | 8,02   |
| 2020-2021     | Golden State  | 63     | 63     | 31,5   | 44,7  | 27,0   | 79,5 | 7,13    | 8,86    | 1,67   | 0,83   | 7,05   |
| 2021-2022     | Golden State  | 46     | 44     | 28,9   | 52,5  | 29,6   | 65,9 | 7,30    | 7,00    | 1,30   | 1,10   | 7,50   |
| 2022-2023     | Golden State  | 73     | 73     | 31,5   | 52,7  | 30,5   | 71,3 | 7,20    | 6,80    | 1,00   | 0,80   | 8,50   |
| 2023-2024     | Golden State  | 55     | 52     | 27,1   | 49,7  | 39,5   | 73,0 | 7,20    | 6,00    | 1,00   | 0,90   | 8,60   |
| 2024-2025     | Golden State  | 68     | 66     | 29,2   | 42,4  | 32,5   | 68,7 | 6,10    | 5,60    | 1,50   | 1,00   | 9,00   |
| Carrière      | Carrière      | 881    | 726    | 28,7   | 44,9  | 32,0   | 71,0 | 6,90    | 5,60    | 1,30   | 1,00   | 8,70   |
| All-Star Game | All-Star Game | 3      | 0      | 15,6   | 37,5  | 0,0    | 75,0 | 5,67    | 2,67    | 2,00   | 0,67   | 3,00   |

Mise à jour le 16 mai 2025

#### Playoffs
| Saison   | Équipe       | Matchs | Titul. | Min./m | % Tir | % 3pts | % LF | Rbds/m. | Pass/m. | Int/m. | Ctr/m. | Pts/m. |
| -------- | ------------ | ------ | ------ | ------ | ----- | ------ | ---- | ------- | ------- | ------ | ------ | ------ |
| 2013     | Golden State | 12     | 1      | 18,6   | 42,9  | 39,1   | 76,5 | 4,25    | 1,58    | 0,50   | 0,83   | 5,83   |
| 2014     | Golden State | 7      | 4      | 32,5   | 46,7  | 27,6   | 79,2 | 8,29    | 2,86    | 1,71   | 1,71   | 11,86  |
| 2015     | Golden State | 21     | 21     | 37,3   | 41,7  | 26,4   | 73,6 | 10,10   | 5,19    | 1,81   | 1,19   | 13,71  |
| 2016     | Golden State | 23     | 23     | 38,2   | 43,3  | 36,5   | 73,8 | 9,91    | 6,00    | 1,61   | 1,78   | 15,52  |
| 2017     | Golden State | 17     | 17     | 34,9   | 44,7  | 41,0   | 68,7 | 9,12    | 6,41    | 1,82   | 1,65   | 13,06  |
| 2018     | Golden State | 21     | 21     | 39,0   | 43,2  | 26,6   | 79,6 | 10,57   | 8,14    | 1,95   | 1,48   | 10,76  |
| 2019     | Golden State | 22     | 22     | 38,7   | 49,8  | 22,8   | 71,8 | 10,14   | 8,50    | 1,45   | 1,50   | 13,27  |
| 2022     | Golden State | 22     | 22     | 32,0   | 47,9  | 20,5   | 63,8 | 7,20    | 6,30    | 1,10   | 1,00   | 8,00   |
| 2023     | Golden State | 12     | 9      | 30,6   | 46,2  | 25,0   | 72,7 | 6,90    | 6,80    | 1,50   | 1,00   | 9,40   |
| 2025     | Golden State | 12     | 12     | 32,4   | 38,9  | 26,7   | 69,2 | 5,50    | 3,80    | 1,40   | 0,90   | 9,10   |
| Carrière | Carrière     | 169    | 152    | 34,5   | 44,5  | 30,0   | 72,6 | 8,60    | 6,00    | 1,50   | 1,30   | 11,40  |

Mise à jour le 16 mai 2025

## Records sur une rencontre en NBA
Les records personnels de Draymond Green en NBA sont les suivants, :
| Type de statistique        | Saison régulière | Saison régulière            | Saison régulière | Playoffs | Playoffs                    | Playoffs      |
| Type de statistique        | Record           | Adversaire                  | Date             | Record   | Adversaire                  | Date          |
| -------------------------- | ---------------- | --------------------------- | ---------------- | -------- | --------------------------- | ------------- |
| Points                     | 31               | @ Bulls de Chicago          | 6 décembre 2014  | 37       | @ Trail Blazers de Portland | 7 mai 2016    |
| Paniers marqués            | 11               | @ Bulls de Chicago          | 6 décembre 2014  | 13       | @ Trail Blazers de Portland | 7 mai 2016    |
| Paniers tentés             | 21               | @ Jazz de l'Utah            | 30 novembre 2015 | 23       | @ Trail Blazers de Portland | 7 mai 2016    |
| Paniers à 3 points réussis | 7                | @ Bulls de Chicago          | 6 décembre 2014  | 8        | @ Trail Blazers de Portland | 7 mai 2016    |
| Paniers à 3 points tentés  | 14               | Raptors de Toronto          | 20 mars 2025     | 12       | @ Trail Blazers de Portland | 7 mai 2016    |
| Lancers francs réussis     | 11               | 2 fois                      | 2 fois           | 9        | 2 fois                      | 2 fois        |
| Lancers francs tentés      | 14               | 76ers de Philadelphie       | 14 mars 2017     | 10       | 4 fois                      | 4 fois        |
| Rebonds offensifs          | 10               | @ Hawks d'Atlanta           | 6 février 2015   | 8        | @ Spurs de San Antonio      | 22 avril 2018 |
| Rebonds défensifs          | 16               | Wizards de Washington       | 29 mars 2016     | 15       | 2 fois                      | 2 fois        |
| Rebonds totaux             | 20               | @ Hawks d'Atlanta           | 6 février 2015   | 19       | 2 fois                      | 2 fois        |
| Passes décisives           | 19               | 2 fois                      | 2 fois           | 13       | Raptors de Toronto          | 13 juin 2019  |
| Interceptions              | 10               | @ Grizzlies de Memphis      | 10 février 2017  | 5        | 4 fois                      | 4 fois        |
| Contres                    | 6                | 2 fois                      | 2 fois           | 7        | @ Trail Blazers de Portland | 9 mai 2016    |
| Balles perdues             | 9                | @ Trail Blazers de Portland | 19 février 2016  | 8        | Raptors de Toronto          | 13 juin 2019  |
| Minutes jouées             | 50               | @ Celtics de Boston         | 11 décembre 2015 | 47       | Cavaliers de Cleveland      | 31 mai 2018   |

- Double-double : 219 (dont 60 en playoffs)
- Triple-double : 43 (dont 10 en playoffs)

Dernière mise à jour : 31 mars 2025
- Five-by-five : 1

## Salaires
Les gains de Draymond Green en NBA sont les suivants :
| Saison      | Équipe                   | Salaire       |
| ----------- | ------------------------ | ------------- |
| 2012-2013   | Warriors de Golden State | 850 000 $     |
| 2013-2014   | Warriors de Golden State | 875 500 $     |
| 2014-2015   | Warriors de Golden State | 915 243 $     |
| 2015-2016   | Warriors de Golden State | 14 300 000 $  |
| 2016-2017   | Warriors de Golden State | 15 330 435 $  |
| 2017-2018   | Warriors de Golden State | 16 400 000 $  |
| 2018-2019   | Warriors de Golden State | 17 469 565 $  |
| 2019-2020   | Warriors de Golden State | 18 539 130 $  |
| 2020-2021   | Warriors de Golden State | 22 246 956 $  |
| 2021-2022   | Warriors de Golden State | 24 026 712 $  |
| 2022-2023   | Warriors de Golden State | 25 806 468 $  |
| 2023-2024   | Warriors de Golden State | 22 321 429 $  |
| 2024-2025   | Warriors de Golden State | 24 107 143 $  |
| 2025-2026   | Warriors de Golden State | 25 892 857 $  |
| 2026-2027   | Warriors de Golden State | 27 678 571 $  |
| Total Gains | Total Gains              | 256 760 009 $ |

## Vie privée
En 2022, la fiancée de Draymond Green est Hazel Renee.

## Pour approfondir